# Mike Beres
Mike Beres (Brantford, 13 de maio de 1973) é um atleta profissional de badminton do Canadá.

## Biografia

### Primeiros anos
Mike Beres nasceu em Brantford, no Canadá, no ano de 1973. Iniciou suas atividades enquanto atleta profissional de badminton, treinando no RA Centre [en] em Ottawa e Woodstock Badminton Club Calgary, localizado em Calgary.

### Carreira
No ano de 1999, representou o Canadá nos Jogos Pan-Americanos de 1999 que aconteceram em Winnipeg, em seu país. Seu desempenho na prova de duplas masculinas, juntamente com Bryan Moody [en] conquistaram a medalha de bronze, dividindo a medalha com os atletas mexicanos Bernardo Monreal e Luis Lopezllera. Em 2000, fez parte da delegação canadense nos Jogos Olímpicos de Verão de 2000, em Sydney, na Austrália. Junto de Kara Solmundson [en], participaram da prova de dupla mistas quando terminaram na décima sétima posição após serem eliminados pelos noruegueses Rikke Olsen [en] e Michael Søgaard [en]. Na prova individual, terminou em décimo sétimo lugar após perder para o atleta estadunidense Kevin Han [en].
Nos Jogos Pan-Americanos, realizados em São Domingos na República Dominicana em 2003, novamente integrou a delegação canadense no evento. Com a atleta Jody Patrick como dupla, conquistou a medalha de prata da competição na categoria de duplas mistas, sendo superados pelo também canadenses Philippe Bourret [en] e Denyse Julien [en].
No ano seguinte, integrou a delegação do Canadá nos Jogos Olímpicos de Verão de 2004, realizado em Atenas, capital da Grécia. Com Jody Patrick participou da categoria de duplas mistas durante a competição de badminton. A dupla foi eliminada na primeira rodada pela dupla de suecos, Johanna Persson [en] e Fredrik Bergström [en].
Em 2007, na cidade do Rio de Janeiro, participou dos Jogos Pan-Americanos. Junto da atleta Val Loker [en], conquistou a medalha de prata na categoria de duplas mistas. Na prova de duplas masculinas, conquistou com William Milroy [en] a medalha de ouro. Obteve sua terceira medalha na competição ao ganhar a prova individual da competição.
O ano de 2008, marcou a terceira participação de Beres em uma Olímpiada, na edição realizada em Pequim na China. Na competição de duplas mistas, atuou com Val Loker [en], sendo eliminados pelos chineses He Hanbin e Yu Yang, terminando a competição em nono lugar. Após a participação olímpica aposentou-se do esporte.

## Vida pessoal
Beres é casado com, Jo-Anne, residem em Kanata e possuem dois filhos, Clark e Dean. Beres é gerente da TD Direct Investing, trabalho que começou logo após as Olimpíadas de Pequim.